# 聖里塔 (約羅省)
聖里塔（西班牙語：Santa Rita），是洪都拉斯的城鎮，位於該國北部，由約羅省負責管轄，始建於1959年，面積148.95平方公里，海拔高度54米，2001年人口17,165，人口密度每平方公里115.24人。
15°12′N 87°53′W / 15.200°N 87.883°W